# Cal Sanahuja (l'Arboç)
Cal Sanahuja és una obra de l'Arboç (Baix Penedès) protegida com a Bé Cultural d'Interès Local.

## Descripció
Edifici entre mitgeres de tres plantes d'alçada. A la planta baixa hi destaca una portalada adovellada d'arc de mig punt. A la primera planta hi ha un balcó amb barana de ferro forjat amb una balconera motllurada de llinda plana amb un guardapols de protecció. Al seu costat s'obre una petita finestra rectangular amb un ampit de pedra. La segona planta, transformada completament, té tres obertures centrades a la façana.

## Història
En diferents documents s'indica que el carrer Plateria pren aquest nom dels tallers de joieria que hi havia instal·lats aquí i que corresponia al call jueu. La primera notícia de l'existència d'un call jueu és de 1317. Molts jueus es convertiren i continuaren vivint a l'Arboç.